# Louis Liard
Louis Liard (ur. 22 sierpnia 1846 w Falaise, zm. 21 września 1917 w Paryżu) – francuski filozof, autor znanego podręcznika do logiki: Cours de philosophie: Logique (1884). Przekład polski ukazał się w 1886 roku, już dwa lata po wydaniu francuskim.

## Życiorys
Pierwsze nauki pobierał w rodzinnym Falaise. Potem przeniósł się do Paryża, gdzie skończył liceum. Rozprawę doktorską obronił z filozofii, potem uzyskał profesurę. Uczył w Poitiers i Bordeaux. W 1880 został rektorem Akademii w Caen (Académie de Caen), a potem rektorem Akademii w Paryżu (Académie de Paris) (1902). Jednocześnie od 1884 do 1902, tj. przez prawie dwadzieścia lat, pracował w Ministerstwie Edukacji Publicznej nad reformą szkolnictwa wyższego. Od 1903 należał do Akademii Nauk Moralnych i Politycznych (Académie des sciences morales et politiques) Instytutu Francji. Otrzymał krzyż wielki (Grand Croix) Legii Honorowej.
W swoich pismach prezentował krytyczny idealizm pod wpływem Kanta, Charles'a Renouviera i Jules'a Lacheliera. Do jego znaczniejszych publikacji zalicza się: La Science positive et la Métaphysique (1879), L’Enseignement supérieur en France, 1789-1889 (2 tomy 1888-1894), Descartes (1911).